# 杨惟义
杨惟义（1897年4月16日—1972年2月21日），男，江西上饶人，中国昆虫学家，一级教授，中国科学院院士，中国昆虫学的奠基人之一。为中国现代农业昆虫学科的创始人，对中国半翅目昆虫的分类和区系分布研究做出了重要贡献。

## 生平
杨惟义出身于江西省上饶县茶亭乡南岩村赵家塘的农民家庭，9岁发蒙，1913年考入上饶鹅湖师范学校。1918年就读于上海大同学院，半年后转入南京高等师范学校农业专修科，曾师从于植物学家胡先骕。1921年毕业后在安徽省南宿州第四农校任教，半年后任江苏省昆虫局技术员，工作期间到南京高師改建的國立東南大學農科（現為南京農業大學）补读本科学分，于1925年毕业，赴湖南长沙甲种农校及修业农校任教。半年后又返回江苏省昆虫局，从事苏北治蝗工作。1929年到南昌筹办江西省昆虫局。
1931年得到中华教育文化基金委员会的资助，赴法、英、德、比等国留学，成为法国昆虫学会和英国皇家昆虫学会会员。
1935年回国，就职于北平静生生物调查所。1941年日军强占了该所，并强迫杨惟义出任伪职。杨惟义不从，追随胡先骕到江西泰和中正大学任教授。1946年后，先后在上海生物所、无锡江南大学任职。
中华人民共和国成立后，历任南昌大学教授、南昌大学农学院院长、江西农学院院长、中国科学院江西分院副院长；中国昆虫学会常务理事；江西昆虫学会理事长等职。1955年被选为中国科学院生物学地学学部委员。1956年参加中国科学院新疆综合考察队。1957年加入中国共产党。1960年公派援助越南，荣获胡志明友谊勋章。先后当选为第一、二、三届全国人民代表大会代表；江西省政协委员。
1972年2月21日病逝于天津。

## 学术贡献
杨惟义从1930年代初就开始研究半翅目昆虫分类学和昆虫区系分布学，首次提出了中国昆虫区系分布的地理区划意见，先后发现蝽象新属种60余个，并发表了相关论文30余篇，为中国半翅目昆虫分类学研究作出了重要贡献。首倡“三耕治螟”法、红花田留种改革措施、粮食仓库害虫防治法等促进了农业生产。

## 著述
著有《中国经济昆虫志·蝽总科》、《中国经济昆虫志·半翅目蝽科》、《中国稻害蝽象考察》、《水稻害虫的全面防治》、《新昆虫考察报告》、《中国经济昆虫志·平腹蝽科》、《中国经济昆虫志·异尾蝽科》等重要著作。发表了《江西蝽科昆虫》、《华北象志略》、《中国昆虫之分布》等论文三十多篇。

## 纪念
为纪念杨惟义，上饶市于2005年4月成立了杨惟义研究会，并在城西的信江北岸建立了惟义公园、惟义路，塑有杨惟义铜像，主体工程于2008年竣工。完成了杨惟义故居修缮，并报批为市级文物保护单位。